# Марадиси
Марадиси (груз. მარადისი) — село в Грузии, на территории Марнеульского муниципалитета края (мхаре) Квемо-Картли.

## География
Село находится в юго-восточной части Грузии, к югу от реки Храми, на расстоянии приблизительно 9 километров (по прямой) к юго-юго-востоку от города Марнеули, административного центра муниципалитета.

## Население
По результатам официальной переписи населения 2014 года в Марадиси проживало 239 человек (109 мужчин и 130 женщин). В национальной структуре населения грузины составляли 95,8 %, армяне — 3,8 %.